# Rhus teniana
Rhus teniana är en sumakväxtart som beskrevs av Hand.-mazz.. Rhus teniana ingår i släktet sumaker, och familjen sumakväxter. Inga underarter finns listade i Catalogue of Life.